# Richard Kidder Meade
Richard Kidder Meade (* 29. Juli 1803 in Lawrenceville, Brunswick County, Virginia; † 20. April 1862 in Petersburg, Virginia) war ein US-amerikanischer Politiker. Zwischen 1847 und 1853 vertrat er den Bundesstaat Virginia im US-Repräsentantenhaus.

## Werdegang
Richard Meade genoss eine akademische Schulausbildung. Nach einem anschließenden Jurastudium und seiner Zulassung als Rechtsanwalt begann er in Petersburg in diesem Beruf zu arbeiten. Gleichzeitig schlug er als Mitglied der Demokratischen Partei eine politische Laufbahn ein. Zwischen 1835 und 1838 gehörte er dem Senat von Virginia an.
Nach dem Tod des Abgeordneten George Dromgoole wurde Meade bei der fälligen Nachwahl für den zweiten Sitz von Virginia als dessen Nachfolger in das US-Repräsentantenhaus in Washington, D.C. gewählt, wo er am 5. August 1847 sein neues Mandat antrat. Nach zwei Wiederwahlen konnte er bis zum 3. März 1853 im Kongress verbleiben. Diese waren anfangs noch von den Ereignissen des Mexikanisch-Amerikanischen Krieges geprägt. Danach wurde im Kongress über die Frage der Sklaverei diskutiert.
Zwischen dem 27. Juli 1857 und dem 9. Juli 1861 war Richard Meade als Nachfolger von William Trousdale amerikanischer Gesandter im Kaiserreich Brasilien. Danach unterstützte er die Konföderierten Staaten. Er starb am 20. April 1862 in Petersburg. 